# Maňa
Maňa est une commune du district de Nové Zámky, dans la région de Nitra, en Slovaquie.

## Histoire
La première mention écrite du village date de 1237.

## Démographie

### Évolution de la population
| Année:               | 1994. | 2004.   | 2014.   | 2024.   |
| -------------------- | ----- | ------- | ------- | ------- |
| Nombre de personnes: | 2139  | 2072    | 2078    | 1947    |
| Différence:          |       | -3,13 % | +0,28 % | -6,30 % |

| Année:               | 2023. | 2024.   |
| -------------------- | ----- | ------- |
| Nombre de personnes: | 1958  | 1947    |
| Différence:          |       | -0,56 % |

## Administration
La commune se compose de deux quartiers :
- Velká Maňa
- Malá Maňa